# Pierre Mavrogordato
Pierre Mavrogordato oder Peter Mavrogordato (* 29. Juni 1870 in Nikolaev, 100 km nordöstlich von Odessa; † 29. März 1948 in Römhild) war ein russischer Archäologe, Antikensammler und -händler. Teile seiner Sammlung von Kunstgegenständen sind heute im Schloss Glücksburg in Römhild und im Deutschen Spielzeugmuseum in Sonneberg ausgestellt. Er gründete die Siedlung Waldhaus bei Römhild.

## Leben

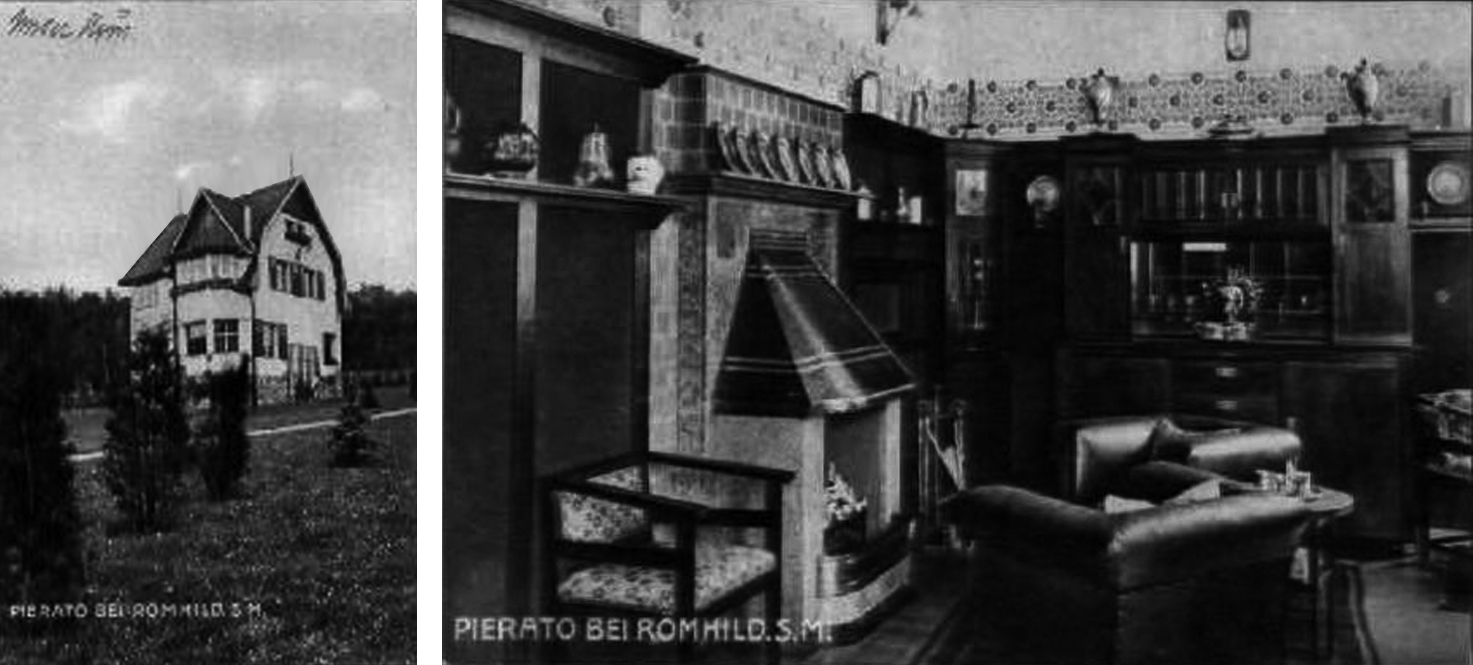
Villa Waldruh-Pierato

Mavrogordato entstammte der bekannten phanariotischen Familie Mavrokordatos. In Odessa besuchte er von 1883 bis 1892 das Gymnasium und wurde Verwaltungsratsmitglied und Schatzmeister der Kaiserlich Odessaer Gesellschaft für Geschichte und Altertümer. Er führte archäologische Ausgrabungen in der früheren griechischen Kolonie Olbia, einer antiken Stadt an der nördlichen Schwarzmeerküste durch und beteiligte sich sieben Jahre lang an den Ausgrabungen von Pompeji. Funde aus dem römischen Tyra an der Mündung des Dnjestr vermachte er dem Museum Odessa.
1905 verließ er im Zuge der politischen Unruhen Russland und zog nach Berlin. Alfred Götze, der erste Direktor des Römhilder Steinsburgmuseums besuchte 1906 Mavrogordato in Berlin. Dieser folgte einer Einladung nach Römhild und verliebte sich in die Landschaft. Bereits 1910 erwarb er einen größeren Grundbesitz zwischen dem Großen und Kleinen Gleichberg bei Römhild und errichtete die Villensiedlung PIERATO mit drei Wohnhäusern und einem Wirtschaftsgebäude mit Gärtner- und Chauffeurwohnung. Der Name ist ein Kunstwort, gebildet aus den Vornamen von Pierre und Erato Mavrogordato. Das Ehepaar wohnte in Berlin und hielt sich vorwiegend in den Sommermonaten und zu besonderen Feiertagen im Pierato auf, bevor es ab 1936 dauerhaft in Römhild wohnte. Pierato war der Grundstein für die spätere  Waldhauskolonie bei Römhild. 1915 wurde Mavrogordato deutscher Staatsbürger. Von Herzog Bernhard wurde er am 1. April 1916 zum Hofrat und am 24. Juli 1917 zum Geheimen Hofrat ernannt.
Mavrogordato war auch als Berater und Händler tätig. Dem Frankfurter Industriellen Friedrich Ludwig von Gans verhalf er zur größten privaten Antikensammlung Deutschlands. Dieser vermachte sie der Berliner Antikensammlung, bei der auch Mavrogordato sich bereits als Wohltäter engagiert hatte. Die Antikensammlung Berlin wurde 1917 von Mavrogordato neu gegliedert und gestaltet.
Seine um ein Jahr jüngere Frau Erato fertigte in Römhild Künstler- und Charakterpuppen. Einige davon werden heute im Museum Schloss Glücksburg in Römhild und im Deutschen Spielzeugmuseum in Sonneberg ausgestellt. Erato war auch Sammlerin antiker Gegenstände, mehrere Objekte verkaufte sie 1907 dem British Museum, andere verkaufte sie dem Suermondt-Museum in Aachen.
Auch auf dem Grundstück machten sie 1914 und 1928 Ausgrabungen und fanden u. a. keltische Münzen.
Pierre und Erato Mavrogordato starben beide 1948; sie sind in Römhild bestattet.

## Sammlungen
Seine erste Sammlung vermachte er dem Museum von Odessa.  Seine spätere Antikensammlung verkaufte er in den Jahren 1938 bis 1944 dem Deutschen Spielzeugmuseum. Er war auch Besitzer des Daphne-Krugs, der sich heute im Corning Museum of Glass befindet. Dem British Museum verkaufte er 145 Objekte und schenkte weitere 16.

### Die Sammlung in Römhild
Mavrogordato schenkte seine archäologische Privatsammlung 1929 dem Steinsburgmuseum. Sie umfasste archaische korinthische und klassische attische Gefäße und hellenistische Terrakotten aus der Ukraine, weiterhin Gold- und Silberschmuck. Einen weiteren Schwerpunkt bilden ägyptische Kunstwerke der hellenistisch-römischen Zeit, späte ägyptische Fayence-Figurinen, Millefiori-Gläser und eine Mumienmaske des 1. Jh. n. Chr. Als Mavrogordato starb, wurde die Ausstellung geschlossen und die Sammlung eingelagert. Ende der 1970er Jahre wurde schließlich ein Großteil der Objekte in die Staatlichen Museen Meiningen überführt. Seit 2007 wird die Sammlung öffentlich im Museum Schloss Glücksburg in Römhild gezeigt.

### Die Briefmarkensammlung
Mavrogordato war auch Philatelist, auf der IPOSTA Berlin 1930 wurde seine Sammlung zur russischen Post in der Türkei gezeigt. Diese wurde auch auf der SITEB (Salon International du Timbre, Bruxelles) vom 25. Mai bis zum 3. Juni 1935 gezeigt.